# Vichy
Vichy [viši] je francouzské město v departementu Allier v Auvergne-Rhône-Alpes. Patří mezi významné lázně s horkými i studenými prameny. Od roku 2021 je na seznamu Světového dědictví UNESCO v rámci položky Slavná lázeňská města Evropy.
V období druhé světové války zde sídlila vláda maršála Philippa Pétaina, která formálně vládla celé Francii, reálně pouze neokupované jihovýchodní části, tzv. Vichistické Francii.

## Geografie
Vichy leží na březích řeky Allier, do které se ve městě vlévá její pravostranný přítok Le Sichon. Na východě na Vichy bezprostředně navazuje obec Cusset, na jihu Abrest, na západě je město spojeno mostem Pont de Bellerive s Bellerive-sur-Allier. Na sever se nachází obce Creuzier-le-Vieux a Charmeil, u které se nachází také letiště Vichy – Charmeil (IATA: VHY). Nejbližším velkým městem je Clermont-Ferrand zhruba 60 km jihozápadním směrem. Správní středisko departementu Allier, město Moulins, se nachází zhruba 60 km na sever od Vichy. 
Vichy se nachází v severním podhůří Francouzského středohoří. Toto pohoří získalo dnešní podobu díky vulkanické činnosti ve třetihorách, díky čemuž se také ve Vichy a okolí nachází množství termálních pramenů. Město leží v pásmu oceánického podnebí (dle Köppenovy klasifikace Cfb).

## Vývoj počtu obyvatel
Počet obyvatel

## Prameny

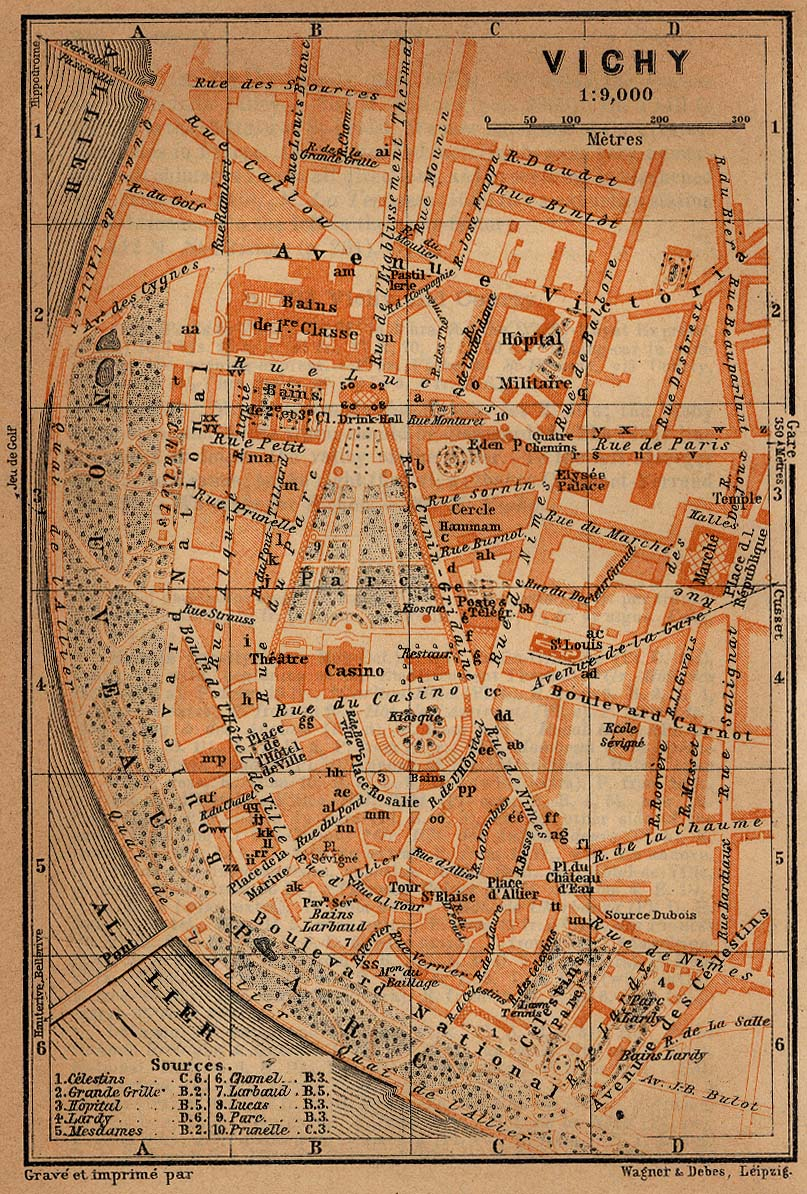
Mapa města z roku 1914

Ve Vichy vyvěrá 12 pramenů, ale pouze šest z nich je využíváno pro léčebné účely. Vody se využívá také k výrobě kosmetiky.

### Horké prameny
- Chomel – 43 °C
- Grande Grille – 39 °C
- Hopital – 34 °C

### Studené prameny

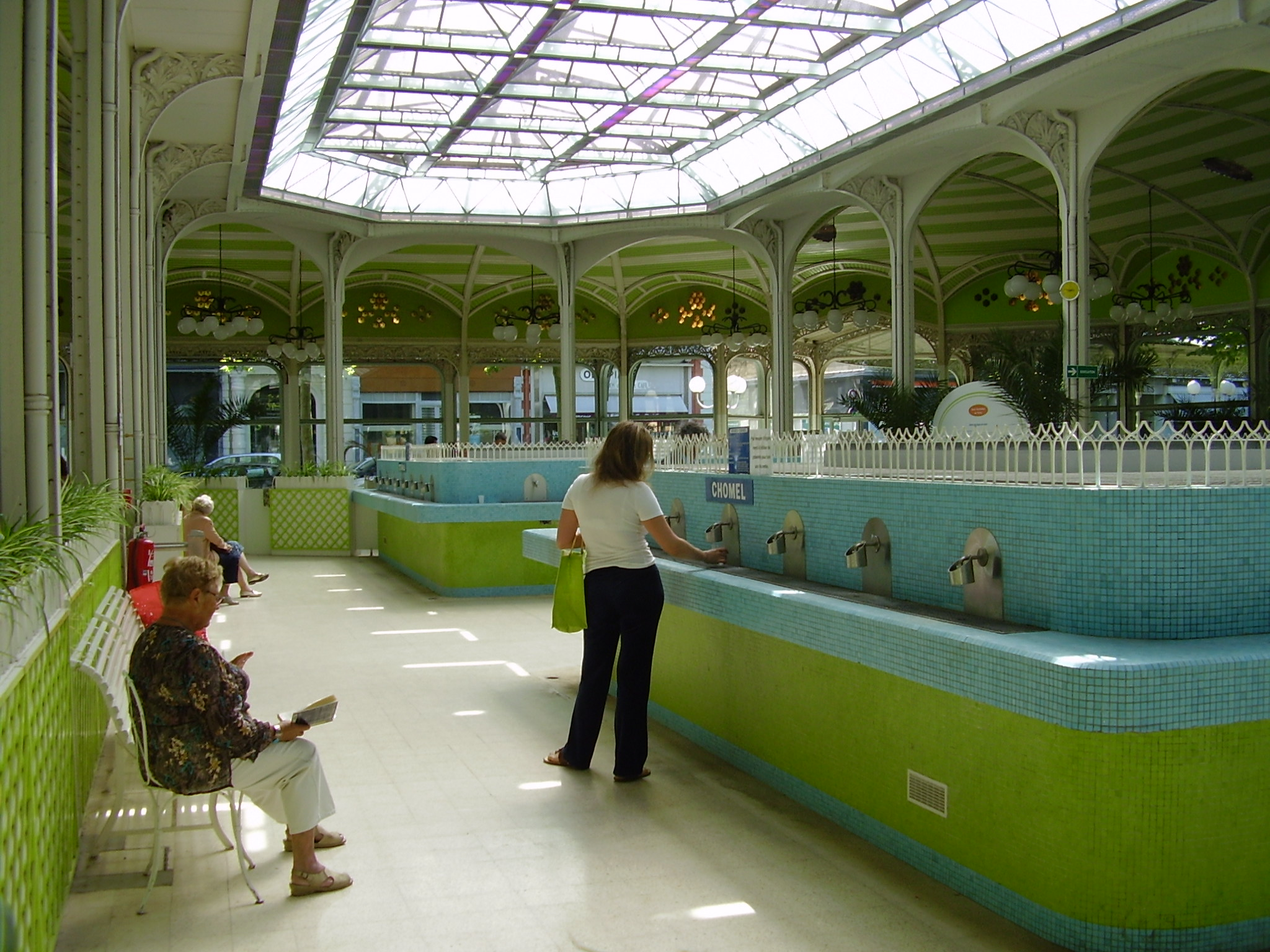
Vichy - pramen Celestins

- Lucas – 27 °C
- Du Parc – 24 °C
- Célestins – 22 °C

## Rodáci
- Valéry Larbaud (1881–1957), spisovatel
- Albert Londres (1884–1932), novinář
- Claude Vorilhon (* 1946), zakladatel Raeliánského hnutí

## Sport
Ve Vichy se tradičně koná Galeův pohár, soutěž juniorských tenisových reprezentací.

## Partnerská města
- Bad Tölz, Německo
- Cluj-Napoca, Rumunsko
- Dunfermline, Spojené království
- Logroño, Španělsko
- zemský okres Rýn-Neckar, Německo
- Saratoga Springs, USA
- Wilhelmshaven, Německo